# Exèrcit de Reunificació Pakan
L'Exèrcit de Reunificació Pakan (Pakan Reunification Army) fou un grup armat de l'estat de Manipur a l'Índia, que va operar durant cinc anys. Es va fundar el 2007 per defensar els drets de la població pakan (una branca dels nagues) del sud-est de Manipur i la seva activitat era limitada al districte de Chandel, de majoria pakan. Disposava de menys de 300 homes. Els colors nacionals pakan són el groc, vermell i blau utilitzats en bandera horitzontal de cinc franges: blau, vermell, groc, vermell i blau.